# Модельний ряд автомобілів «ЛуАЗ» і «ЛуМЗ»
Модельний ряд автомобілів «ЛуАЗ» (раніше ЛуМЗ) — список всіх серійних моделей та прототипів автомобілів ЛкАЗ.

## Серійні або малосерійні моделі

### ЛуМЗ
| Модель    | Фото | Рік випуску | Знятий з виробництва | Кількість випущених машин | Модифікації |
| --------- | ---- | ----------- | -------------------- | ------------------------- | ----------- |
| ЛуМЗ-827  |      | 1960        | 1960                 |                           |             |
| ЛуМЗ-853  |      | 1965        | 1978                 |                           |             |
| ЛуМЗ-890  |      | 1965        | 1978                 |                           | ЛуМЗ-890Б   |
| ЛуМЗ-943  |      | невідомо    | невідомо             |                           |             |
| ЛуМЗ-944  |      | невідомо    | невідомо             |                           |             |
| ЛуМЗ-945  |      | 1964        | 1965                 |                           |             |
| ЛуМЗ-946  |      | 1965        | 1965                 |                           |             |
| ЛуМЗ-948  |      | невідомо    | невідомо             |                           |             |
| ЛуМЗ-949  |      | невідомо    | невідомо             |                           |             |
| ЛуМЗ-969В |      | 1965        | 1971                 |                           |             |

### ЛуАЗ
| Модель    | Фото | Рік випуску | Знятий з виробництва | Кількість випущених машин | Модифікації                                                                                                   |
| --------- | ---- | ----------- | -------------------- | ------------------------- | --- |
| ЛуАЗ-967  |      | 1961        | 1987                 |                           | ЛуАЗ-967А, ЛуАЗ-967М, ЛуАЗ-967МП                                                                              |
| ЛуАЗ-969  |      | 1966        | 1992                 |                           | ЛуАЗ-969А, ЛуАЗ-969В, ЛуАЗ-969М, ЛуАЗ-969Ф                                                                    |
| ЛуАЗ-1301 |      | 1984        | 2002                 |                           | ЛуАЗ-13019, ЛуАЗ-1301-08, ЛуАЗ-1301П                                                                          |
| ЛуАЗ-1302 |      | 1992        | 2002                 |                           | ЛуАЗ-1302-02, ЛуАЗ-1302-05, ЛуАЗ-13021, ЛуАЗ-13021-03, ЛуАЗ-13021-04, ЛуАЗ-13021-07, ЛуАЗ-13021-08, ЛуАЗ-РСЗВ |
| ЛуАЗ-2403 |      | 1979        | 1992                 |                           | |

## Прототипні або не серійні моделі
| Модель     | Фото | Рік випуску | Знятий з виробництва | Кількість випущених машин | Модифікації |
| ---------- | ---- | ----------- | -------------------- | ------------------------- | ----------- |
| ЛуАЗ-970   |      | 1980-ті     | ?                    |                           |             |
| ЛуАЗ-1901  |      | 1998        | 1998                 | 1                         |             |
| ЛуАЗ-2320  |      |             |                      | 4                         |             |
| ЛуАЗ-23021 |      | 2001        | 2001                 |                           |             |
| ЛуАЗ-3720  |      | невідомо    | невідомо             |                           |             |
| ЛуАЗ Прото |      | 1980-ті     | ?                    |                           |             |
| ЛуАЗ-РСЗВ  |      | невідомо    | невідомо             |                           |             |
| ГОСНІТІ-2  |      | 1964        | 1964                 |                           |             |

## Причепи
| Модель    | Фото | Рік випуску | Знятий з виробництва | Кількість випущених машин | Модифікації |
| --------- | ---- | ----------- | -------------------- | ------------------------- | ----------- |
| ЛуМЗ-825  |      | 1960        | 1960                 |                           |             |
| ЛуМЗ-853Б |      | 1965        | 1978                 |                           |             |
| ЛуАЗ-8930 |      | 1979        | 1979                 |                           |             |

## Дивись також
- Модельний ряд автомобілів «ЗАЗ»
- Модельний ряд автомобілів «КрАЗ»